# Steffi Stroux
Steffi Stroux, auch unter Steffie Stroux und Steffie Struck geführt, gebürtig Stefanie Struckl, (* 24. März 1934 in Velden, Österreich) ist eine österreichische Filmschauspielerin.

## Leben und Wirken
Die aus Velden am Wörthersee stammende Stefanie Struckl schloss die Handelsschule ab und gewann anschließend, als später Teenager, bei der Schönheitswahl anlässlich einer großen Fremdenverkehrsveranstaltung der Kärntner Landesregierung den Titel der "Rose vom Wörthersee", mit dem sie in Österreich schlagartig bekannt wurde. Steffi Stroux nahm kurz Schauspielunterricht und wurde, gerade 19 Jahre alt, mit einer Reihe von mittelgroßen Rollen in zumeist deutschen Produktionen bedacht. Dabei handelte es sich überwiegend um Heimatfilme und Komödien wie Die vertagte Hochzeitsnacht, II-A in Berlin, Mikosch, der Stolz der Kompanie und Der Bauerndoktor von Bayrischzell. 1954 erhielt die attraktive Blondine einen kleinen Part in der deutsch-italienischen Zweig-Verfilmung Angst von Roberto Rossellini mit dessen Gattin Ingrid Bergman und Mathias Wieman in den Hauptrollen. Dort soll Steffi Stroux die Bergman in einer Szene gedoubelt haben. Bereits 1961 fand ihre Arbeit vor der Kamera ein jähes Ende infolge eines schweren Unfalls. 
Steffi Stroux’ Tochter heißt Beatrice Bischof, studierte Politische Wissenschaften, öffentliches Recht und Allgemeine und Vergleichende Literaturwissenschaft an der Ludwig-Maximilians-Universität München, mit Abschluss Magister Artium. Anschließend promovierte sie zum Dr. rer. pol. und arbeitete danach als freie Fernsehredakteurin und Politologin. Bischof verfasste unter dem Titel „Achterbahn ins Glück“ auch die Memoiren ihrer Mutter, die 2016 als Taschenbuch erschienen.

## Filmografie (komplett)
- 1953: Heute nacht passiert’s
- 1953: Die vertagte Hochzeitsnacht
- 1954: Angst (La paura)
- 1956: II-A in Berlin
- 1957: Der Bauerndoktor von Bayrischzell
- 1958: Mikosch, der Stolz der Kompanie
- 1959: Gangsterjagd in Lederhosen (Die Seeteufel von Angostura)
- 1959: Unser Wunderland bei Nacht
- 1960: Schön ist die Liebe am Königssee
- 1961: Der Teufel ist los (Fernsehproduktion)